# Län

Län da Suécia

Län (em sueco) e lääni (em finlandês) são termos que designam divisões administrativas utilizadas respectivamente na Suécia e, anteriormente, na Finlândia.
A designação "län" é usada na Suécia desde 1718, atualmente em paralelo com "região" (region). Na Finlândia, a designação "lääni"/"län" era aplicada às antigas províncias, eliminadas em 1 janeiro de 2010.

O termo também é por vezes utilizado em outros países, especialmente como uma tradução da palavra russa oblast. Durante o período em que a Finlândia era parte do Império Russo (1809-1917), e o russo foi adotado como língua oficial a par do sueco, passou a ser sinônimo da palavra guberniya.

## O termo
A palavra significa literalmente feudo. Os termos utilizados são distintos para os dois países, onde a Suécia optou por traduzir o termo como "condado" enquanto a Finlândia prefere "província".
Com uma tradição administrativa compartilhada abrangendo séculos, terminando apenas em 1809, esta é uma separação, por convenção, ao invés de por distinção. O termo corresponde razoavelmente bem o termo inglês "condado", mas não tão bem o termo americano "condado" que é geralmente muito menor em população, mais como sueco "Kommun ou Comuna".
A razão pela qual a Suécia optou por traduzir o termo para "county" é que, em Sueco e Inglês, a palavra "provins"/"province" passou a significar coisas diferentes. No Império sueco, todas as terras conquistadas se tornaram provinser (províncias); A lei sueca, que concedeu a pessoas comuns, muito mais liberdade e influência do que qualquer outra legislação europeia no momento, não foi estendido a eles, permanecendo confinado ao landskap (no plural) que constituem o coração da Swedish-and-Finnish  (correspondendo aproximadamente nos dias atuais Suécia e Finlândia). Exemplos da antiga sueca provinser são Estónia e Pomerânia Sueca. Outra razão é que na educação, a Suécia, preferiu inglês britânico sobre inglês americano. "County" (condado) é uma tradução razoável do inglês britânico de Län.

## Län/läänit
Em ambos os países, um län/lääni é um braço do poder executivo do governo nacional, e não tem autonomia nem poder legislativo. A subdivisão län/lääni nem sempre correspondem às províncias tradicionais, que são chamados landskap (singular e plural) em sueco (incluindo as partes da Finlândia onde se fala o sueco) e maakunnat (singular maakunta) em finlandês.
- Condados da Suécia — (Sveriges län)
- Províncias da Finlândia — (Suomen läänit / Finlands län)

Historicamente, o termo guberniya (em russo:  губе́рния) foi utilizado para a län/lääni no Grão-Ducado da Finlândia como parte da Rússia de 1809-1917. Ver Províncias do Grão-ducado da Finlândia.

## Landshövding / maaherra
O governador tem o título landshövding (Sueco), maaherra (Finlandês). Ele é nomeado pelo governo, e  preside sobre o länsstyrelse (Sueco) ou lääninhallitus (Finlandês) -  traduzido como "Conselho Administrativo do Condado" e "Secretaria de Estado Provincial", respectivamente. 